# پایگاه هوایی بوبروویچی
پایگاه هوایی بوبروویچی (به انگلیسی: Bobrovichi) یک فرودگاه است که یک باند فرود بتن دارد و طول باند آن ۲۵۰۰ متر است. این فرودگاه در کشور روسیه قرار دارد .